# Famitsū
Famitsū (japanisch ファミ通, dt. etwa „Famicom-Kenner“) ist eine japanische Videospiele-Zeitschrift. Sie erscheint im Verlag Enterbrain und zählt zu den weltweit renommiertesten Zeitschriften in diesem Bereich.
Es gibt folgende Versionen der Famitsū: Shūkan Famitsū (週刊ファミ通), Famitsū Xbox 360, Famitsū DS+Wii und Famitsū Connect! On (ファミ通コネクト！オン).
Eingestellte Formate sind Famitsū PS und Famitsū Wave DVD.
Shūkan Famitsū erscheint wöchentlich und in einer Auflage von knapp 500.000 Einheiten. Die erste Ausgabe erschien 1986.
In Europa erregt die Famitsu in der Fachpresse in der Regel mit ihrem Wertungssystem Aufsehen: Vier Redakteure vergeben je bis zu 10 Punkte, die dann addiert werden. Spiele erhalten demnach maximal 40 von 40 Punkten.

## Reviews

### Perfekte Wertungen
Bis jetzt haben insgesamt 30 Spiele dieses Prädikat erhalten
| #  | Titel                                     | Entwickler               | System                                                         | Erscheinungsjahr |
| -- | ----------------------------------------- | ------------------------ | -------------------------------------------------------------- | ---------------- |
| 1  | The Legend of Zelda: Ocarina of Time      | Nintendo                 | Nintendo 64                                                    | 1998             |
| 2  | Soul Calibur                              | Namco                    | Sega Dreamcast                                                 | 1999             |
| 3  | Vagrant Story                             | Square                   | Sony PlayStation                                               | 2000             |
| 4  | The Legend of Zelda: The Wind Waker       | Nintendo                 | Nintendo GameCube                                              | 2003             |
| 5  | Nintendogs                                | Nintendo                 | Nintendo DS                                                    | 2005             |
| 6  | Final Fantasy XII                         | Square Enix              | Sony PlayStation 2                                             | 2006             |
| 7  | Super Smash Bros. Brawl                   | Nintendo                 | Nintendo Wii                                                   | 2008             |
| 8  | Metal Gear Solid 4: Guns of the Patriots  | Konami                   | Sony PlayStation 3                                             | 2008             |
| 9  | 428                                       | Sega                     | Nintendo Wii                                                   | 2008             |
| 10 | Dragon Quest IX: Hüter des Himmels        | Square Enix              | Nintendo DS                                                    | 2009             |
| 11 | Monster Hunter Tri                        | Capcom                   | Nintendo Wii                                                   | 2009             |
| 12 | Bayonetta                                 | Sega                     | Xbox 360                                                       | 2009             |
| 13 | New Super Mario Bros. Wii                 | Nintendo                 | Nintendo Wii                                                   | 2009             |
| 14 | Metal Gear Solid: Peace Walker            | Konami                   | Sony PlayStation Portable                                      | 2010             |
| 15 | Pocket Monsters Black and White           | Game Freak               | Nintendo DS                                                    | 2010             |
| 16 | The Legend of Zelda: Skyward Sword        | Nintendo                 | Nintendo Wii                                                   | 2011             |
| 17 | The Elder Scrolls V: Skyrim               | Bethesda Softworks       | Sony PlayStation 3 Xbox 360                                    | 2011             |
| 18 | Final Fantasy XIII-2                      | Square Enix              | Sony PlayStation 3 Xbox 360                                    | 2011             |
| 19 | Kid Icarus: Uprising                      | Project Sora             | Nintendo 3DS                                                   | 2012             |
| 20 | Yakuza 5                                  | Sega                     | Sony PlayStation 3                                             | 2012             |
| 21 | JoJo’s Bizarre Adventure: All Star Battle | Namco Bandai Games       | Sony PlayStation 3                                             | 2013             |
| 22 | Grand Theft Auto V                        | Rockstar Games           | Sony PlayStation 3 Xbox 360                                    | 2013             |
| 23 | Metal Gear Solid V: The Phantom Pain      | Konami                   | Sony PlayStation 3 Sony PlayStation 4 Xbox 360 Xbox One        | 2015             |
| 24 | The Legend of Zelda: Breath of the Wild   | Nintendo                 | Nintendo Wii U Nintendo Switch                                 | 2017             |
| 25 | Dragon Quest XI                           | Square Enix              | Sony PlayStation 4 Nintendo 3DS                                | 2017             |
| 26 | Death Stranding                           | Kojima Productions       | Sony PlayStation 4 PC                                          | 2019             |
| 27 | Ghost of Tsushima                         | Sucker Punch Productions | Sony PlayStation 4                                             | 2020             |
| 28 | The Legend of Zelda: Tears of the Kingdom | Nintendo                 | Nintendo Switch                                                | 2023             |
| 29 | Final Fantasy XVI                         | Square Enix              | Sony Playstation 5                                             | 2023             |
| 30 | Like a Dragon: Infinite Wealth            | Sega                     | Sony PlayStation 4 Sony PlayStation 5 Xbox One Xbox Series X/S | 2024             |

| Rang | System                    | Anzahl |
| ---- | ------------------------- | ------ |
| 1    | Sony PlayStation 3        | 7      |
| 2    | Sony PlayStation 4        | 5      |
| -    | Nintendo Wii              | 5      |
| -    | XBox 360                  | 5      |
| 3    | Nintendo DS               | 3      |
| -    | Nintendo Switch           | 3      |
| 4    | Sony Playstation 5        | 2      |
| -    | Xbox One                  | 2      |
| -    | Nintendo 3DS              | 2      |
| 5    | Xbox Series X/S           | 1      |
| -    | Nintendo 64               | 1      |
| -    | Nintendo GameCube         | 1      |
| -    | Nintendo Wii U            | 1      |
| -    | PC                        | 1      |
| -    | SEGA Dreamcast            | 1      |
| -    | Sony PlayStation          | 1      |
|      | Sony PlayStation 2        | 1      |
| -    | Sony PlayStation Portable | 1      |

| Rang | Entwickler                 | Anzahl |
| ---- | -------------------------- | ------ |
| 1    | Nintendo                   | 8      |
| 2    | Square / Square Enix       | 6      |
| 3    | Sega                       | 4      |
| 4    | Konami                     | 3      |
| 5    | Namco / Namco Bandai Games | 2      |
| 6    | Bethesda Softworks         | 1      |
| -    | Capcom                     | 1      |
| -    | Game Freak                 | 1      |
| -    | Kojima Productions         | 1      |
| -    | Project Sora               | 1      |
| -    | Rockstar Games             | 1      |
| -    | Sucker Punch Productions   | 1      |

### Fast perfekte Wertungen
55 Spiele haben bisher den fast perfekten Wert von 39 Punkten erhalten.
| #  | Title                                                         | Entwickler                        | System                                                         | Erscheinungsjahr |
| -- | ------------------------------------------------------------- | --------------------------------- | -------------------------------------------------------------- | ---------------- |
| 1  | The Legend of Zelda: A Link to the Past                       | Nintendo                          | Super Famicom                                                  | 1991             |
| 2  | Virtua Fighter 2                                              | Sega                              | Sega Saturn                                                    | 1995             |
| 3  | Ridge Racer Revolution                                        | Namco                             | PlayStation                                                    | 1995             |
| 4  | Super Mario 64                                                | Nintendo                          | Nintendo 64                                                    | 1996             |
| 5  | Tekken 3                                                      | Namco                             | Sony PlayStation                                               | 1998             |
| 6  | Cyber Troopers Virtual-On Oratorio Tangram                    | Sega                              | Sega Dreamcast                                                 | 1999             |
| 7  | Final Fantasy X                                               | Square Co.                        | Sony PlayStation 2                                             | 2001             |
| 8  | Gran Turismo 3: A-Spec                                        | Sony Computer Entertainment       | Sony PlayStation 2                                             | 2001             |
| 9  | Resident Evil                                                 | Capcom                            | Nintendo GameCube                                              | 2002             |
| 10 | Dragon Quest VIII: Journey of the Cursed King                 | Square Enix                       | Sony PlayStation 2                                             | 2004             |
| 11 | Gran Turismo 4                                                | Sony Computer Entertainment       | Sony PlayStation 2                                             | 2004             |
| 12 | Kingdom Hearts II                                             | Square Enix                       | Sony PlayStation 2                                             | 2005             |
| 13 | Metal Gear Solid 3: Subsistence                               | Konami                            | Sony PlayStation 2                                             | 2005             |
| 14 | Dead or Alive 4                                               | Tecmo                             | Xbox 360                                                       | 2005             |
| 15 | Ōkami                                                         | Capcom                            | Sony PlayStation 2                                             | 2006             |
| 16 | The Legend of Zelda: Phantom Hourglass                        | Nintendo                          | Nintendo DS                                                    | 2007             |
| 17 | Grand Theft Auto IV                                           | Rockstar Games                    | Sony PlayStation 3 Xbox 360                                    | 2008             |
| 18 | Call of Duty: Modern Warfare 2                                | Activision                        | Sony PlayStation 3 Xbox 360                                    | 2009             |
| 19 | Final Fantasy XIII                                            | Square Enix                       | Sony PlayStation 3                                             | 2009             |
| 20 | Red Dead Redemption                                           | Rockstar Games                    | Sony PlayStation 3 Xbox 360                                    | 2010             |
| 21 | Naruto Shippuden: Ultimate Ninja Storm 2                      | Namco Bandai Games                | Sony PlayStation 3 Xbox 360                                    | 2010             |
| 22 | Call of Duty: Black Ops                                       | Activision                        | Sony PlayStation 3 Xbox 360                                    | 2010             |
| 23 | Monster Hunter Portable 3rd                                   | Capcom                            | Sony PlayStation Portable                                      | 2010             |
| 24 | L.A. Noire                                                    | Rockstar Games                    | Sony PlayStation 3 Xbox 360                                    | 2011             |
| 25 | Tales of Xillia                                               | Namco Bandai Games                | Sony PlayStation 3                                             | 2011             |
| 26 | Gears of War 3                                                | Epic Games                        | Xbox 360                                                       | 2011             |
| 27 | FIFA 12                                                       | EA Canada                         | Sony PlayStation 3 Xbox 360                                    | 2011             |
| 28 | Final Fantasy Type-0                                          | Square Enix                       | Sony PlayStation Portable                                      | 2011             |
| 29 | Metal Gear Solid: Peace Walker - HD Edition                   | Konami                            | Sony PlayStation 3                                             | 2011             |
| 30 | Call of Duty: Modern Warfare 3                                | Infinity Ward, Sledgehammer Games | Sony PlayStation 3 Xbox 360                                    | 2011             |
| 31 | Resident Evil: Revelations                                    | Capcom                            | Nintendo 3DS                                                   | 2012             |
| 32 | Tekken Tag Tournament 2                                       | Namco Bandai Games                | Sony PlayStation 3 Xbox 360                                    | 2012             |
| 33 | Resident Evil 6                                               | Capcom                            | Sony PlayStation 3 Xbox 360                                    | 2012             |
| 34 | Animal Crossing: New Leaf                                     | Nintendo                          | Nintendo 3DS                                                   | 2012             |
| 35 | Metal Gear Rising: Revengeance                                | Konami                            | Sony PlayStation 3                                             | 2013             |
| 36 | Naruto Shippuden: Ultimate Ninja Storm 3                      | Namco Bandai Games                | Sony PlayStation 3 Xbox 360                                    | 2013             |
| 37 | The Wonderful 101                                             | Nintendo, PlatinumGames           | Nintendo Wii U                                                 | 2013             |
| 38 | Final Fantasy XIV: A Realm Reborn                             | Square Enix                       | Sony PlayStation 3                                             | 2013             |
| 39 | Pokémon X und Y                                               | Nintendo                          | Nintendo 3DS                                                   | 2013             |
| 40 | Ryū ga Gotoku Ishin!                                          | Sega                              | Sony PlayStation 4                                             | 2014             |
| 41 | Dragon Quest Heroes II: The Twin Kings and the Prophecy's End | Square Enix                       | Sony PlayStation 3 Sony PlayStation 4 Sony PlayStation Vita    | 2016             |
| 42 | Uncharted 4: A Thief’s End                                    | Naughty Dog                       | Sony PlayStation 4                                             | 2016             |
| 43 | Persona 5                                                     | Atlus                             | Sony PlayStation 3 Sony PlayStation 4                          | 2016             |
| 44 | Yakuza 6: The Song of Life                                    | Sega                              | Sony PlayStation 4                                             | 2016             |
| 45 | Nier: Automata                                                | Square Enix                       | Sony PlayStation 4                                             | 2017             |
| 46 | Super Mario Odyssey                                           | Nintendo                          | Nintendo Switch                                                | 2017             |
| 47 | Monster Hunter: World                                         | Capcom                            | Sony PlayStation 4                                             | 2018             |
| 48 | Red Dead Redemption 2                                         | Rockstar Games                    | Sony PlayStation 4                                             | 2018             |
| 49 | Final Fantasy VII Remake                                      | Square Enix                       | Sony PlayStation 4                                             | 2020             |
| 50 | The Last of Us Part II                                        | Naughty Dog                       | Sony PlayStation 4                                             | 2020             |
| 51 | Elden Ring                                                    | FromSoftware                      | Sony PlayStation 4 Sony PlayStation 5 Xbox One Xbox Series X/S | 2022             |
| 52 | Splatoon 3                                                    | Nintendo                          | Nintendo Switch                                                | 2022             |
| 53 | Final Fantasy XVI                                             | Square Enix                       | PlayStation 5                                                  | 2023             |
| 54 | Monster Hunter Wilds                                          | Capcom                            | PlayStation 5, Xbox Series X/S                                 | 2025             |
| 55 | Death Stranding 2: On the Beach                               | Kojima Productions                | PlayStation 5                                                  | 2025             |